# Distretto di Rabaul
Il distretto di Rabaul, in inglese Rabaul District, è un distretto della Papua Nuova Guinea appartenente alla Provincia della Nuova Britannia Orientale. Ha una superficie di 95 km² e la popolazione, in seguito all'eruzione del vulcano Tavurvur, si è spostata nel distretto di Kokopo